# Naves (Corrèze)
Naves é uma comuna francesa na região administrativa da Nova Aquitânia, no departamento de Corrèze. Estende-se por uma área de 35,93 km². Em 2010 a comuna tinha 2 527 habitantes (densidade: 70,3 hab./km²).